# Аммон, Отто
Отто Георг Аммон (нем. Otto Ammon; 1842—1916) — немецкий евгенист и социолог, известный своими трудами «Естественный отбор среди людей» (1893) и «Общественный строй и его естественные основания» (1895), один из мэтров политической антропологии. Является одним из крупных теоретиков расизма.

## Биография
Отто Георг Аммон родился 7 декабря 1842 года в городе Карлсруэ.
В детстве Отто выделялся среди сверстников недюжинными математическими способностями. По окончании в родном городе Высшей технической школы Аммон трудился на строительстве железных дорог в должности инженера. Затем работал в периодическом печатном издании «Констанцер Цайтунг», исполняя обязанности редактора газеты и проповедуя в то время либеральные взгляды.
В 1883 году серьёзный недуг вынудил Аммона оставить журналистику и вместе с супругой и четырьмя детьми вернуться из Констанца в Карлсруэ. По возвращении в родной город Отто Георг Аммон стал членом местного общества любителей древности, по поручению которого им был написан труд «Об антропологии баденцев» (1899), в котором он описал свои наблюдения за физическими особенностями населения Бадена. Этой работой Аммон обратил на себя внимание как немецких учёных, так и коллег по всему миру. Владение одиннадцатью иностранными языками позволяло Отто Георгу Аммону сотрудничать с научными изданиями по всему миру.
Отто Аммон стал разочаровываться в либерализме и в конце концов выступил с резкой и хлёсткой критикой социал-демократии в серии публикаций под общим названием «Антропологическая болтовня» (в 1891 году эта серия была издана в виде монографии под названием «Дарвинизм против социал-демократии»). Будучи последователем теории социального дарвинизма, он делал акцент на том, что социал-демократия вступает в противоречие с учением о борьбе за существование в сфере социального отбора.
Вслед за Жоржем Ваше де Лапужем Аммон делил людей на классы в зависимости от их способностей. В его трактовке, этих классов выходило четыре:
В первый класс входят открыватели, изобретатели, пионеры, открывающие человечеству новые пути. Они имеют уровень интеллекта выше среднего, это люди с характером, неустанные и смелые творцы, на проторённых путях они чувствуют себя не очень хорошо… Человечество обязано им всем прогрессом. Второй класс — умные и искусные люди, которые не обладают творческим духом, но умеют схватывать, разрабатывать и улучшать чужие идеи… Первые два класса взаимно дополняют друг друга. В третий класс входят люди с уровнем интеллекта средним или ниже среднего. Для них характерно то, что Гальтон назвал “духом стада”. Они поддаются обучению и, не имея своих идей, могут усваивать чужие. Они не могут сами развивать усвоенные идеи и потому противятся любым новшествам. Они думают, будто обладают всеобщей истиной, сохраняя приверженность к ней с инертностью массы. Четвёртый класс — неполноценные люди, неспособные производить, открывать или комбинировать, или усваивать чужую культуру.
Отто Аммон критиковал лидеров СДПГ, в частности Августа Бебеля:
Бебель хочет, чтобы со всеми людьми обращались одинаково, с прилежными и ленивыми, одарёнными и бездарными… Почему кого-то наказывать за ошибку природы, а других вознаграждать, если им и так повезло? Значит, соревнование должно прекратиться и теория Дарвина потеряет силу. Для человечества это будет регресс, а не прогресс, как думает Бебель.
Аммон безапелляционно заявлял, что иллюзии мнимого равенства не имеют под собой никакого биологического оправдания. Он отстаивал теорию, что гибель античного мира была вызвана в первую очередь размыванием антропологической основы элиты: «Согласно антропологической концепции, это были принадлежавшие к высшей расе арийцы, люди Севера, которые в доисторические времена пришли в Грецию и Италию и господствовали над темноволосыми туземцами, обладавшими более слабым характером, постепенно смешиваясь с ними». Аммон подчёркивал, что в XIX веке в «Германии высокие, голубоглазые, светловолосые долихокефалы составляют ничтожное меньшинство, в Бадене — всего 1,2 %». Большой резонанс у немцев вызвал его вывод «Мы больше не германцы».
Немецкий философ, социолог и публицист Людвиг Вольтман называл Отто Аммона «буржуазным дарвинистом» и даже «антропологом в кавычках». После того как была издана «Политическая антропология» Вольтмана, Аммон отбросил личные обиды и дал этому труду очень высокую оценку. Вольтман был растроган мудростью и рассудительностью старшего коллеги и написал ему письмо, которое положило начало их дружбе, продолжавшейся вплоть до смерти Отто Аммона.
В 1904 году Аммон получил почётную докторскую степень во Фрайбургском университете. Отто Георг Аммон скончался 14 января 1916 года в городе Карлсруэ.